# Mae Jemison
Mae Carol Jemison (født 17. oktober 1956) er en amerikansk tidligere astronaut. Hun var den første kvindelige afro-amerikanske astronaut. Hun blev udvalgt som astronaut i 1987 og var på sin første rummission med STS-47 fem år senere, som "Mission Specialist".
Jemison er født i Decatur, Alabama, men voksede op i Chicago. I 1993 blev hun indskrevet i Kvindernes æresgalleri i USA.

## Galleri
- Mae Jemison i 2009
- Frimærke med Mae Jemison
- Mae Jemison i 1992